# Sturnira luisi
Sturnira luisi is een zoogdier uit de familie van de bladneusvleermuizen van de Nieuwe Wereld (Phyllostomidae). De wetenschappelijke naam van de soort werd voor het eerst geldig gepubliceerd door Davis in 1980.

## Voorkomen
De soort komt voor van Costa Rica tot Ecuador en het noordwesten van Peru.